# María Julia Mantilla
Pour les articles homonymes, voir Mantilla et Garcia.
María Julia Mantilla García (Maju) est une femme mannequin péruvienne, née le 10 juillet 1984 à Trujillo. En 2004, elle est élue Miss Monde.

## Biographie
En 2000, elle finit ses études secondaires à l'école Nuestra Señora del Perpetuo Socorro. Ensuite, elle fréquente la faculté d'Éducation à l'Université nationale de Trujillo. Elle suit également des cours de marketing et publicité.
Maju est très reconnue pour son engagement envers la promotion des programmes et des campagnes en faveur des populations défavorisées.
Sur le plan international, elle est élue Miss Monde le 4 décembre 2004 à l'âge de vingt ans. Elle est actuellement mannequin officielle d'Esika et participe à l’ébauche Modelos de Mujer au Pérou. Cette initiative ne souligne pas seulement les qualités artistiques et esthétiques des mannequins, mais aussi les perspectives, les savoir-faire ainsi que les capacités intellectuelles et professionnelles à travers les différents aspects de leurs vies.